# Список глав государств в 75 году до н. э.
| 76 до н. э. ← Список глав государств по годам → 74 до н. э. |

## Азия
- Анурадхапура — Махакули Махатисса, царь (76 до н. э. — 62 до н. э.)
- Армения Великая — Тигран II Великий, царь (95 до н. э. — 55 до н. э.)
- Вифиния — Никомед IV Филопатор, царь (94 до н. э. — 92 до н. э., 90 до н. э. — 74 до н. э.)
- Иберия — Артак, царь  (78 до н. э. — 63 до н. э.)
- Индо-греческое царство — 
  - Телеф Эвергет, царь (в Арахозии и Гандхаре)  (75 до н. э. — 70 до н. э.)
  - Аполлодот II, царь (в Пенджабе)  (80 до н. э. — 65 до н. э.)
- Индо-скифское царство — 
  - Мауэс, царь (ок. 85 до н. э. — ок. 60 до н. э.)
  - Вонон, царь (ок. 75 до н. э. — ок. 57 до н. э.)
- Иудея — Саломея Александра, царица  (76 до н. э. — 67 до н. э.)
- Каппадокия — Ариобарзан I Филороман, царь (95 до н. э. — 63 до н. э./62 до н. э.)
- Китай (Династия Хань) — Чжао-ди (Лю Фулин), император  (87 до н. э. — 74 до н. э.)
- Коммагена — Митридат I Калинник,  царь (109 до н. э. — 70 до н. э.)
- Корея:
  - Махан — Хьо, вождь (113 до н. э. — 73 до н. э.)
  - Пукпуё — Кодумак, тхандже (108 до н. э. — 60 до н. э.)
  - Тонбуё — Хэбуру, ван (86 до н. э. — 48 до н. э.)
- Магадха (династия Кадва) — Васудева, царь (ок. 75 до н. э. — ок. 66 до н. э.)
- Набатейское царство — Арета III Филэллин, царь (84 до н. э. — 62 до н. э.)
- Осроена — Абгар I, царь (94 до н. э. — 68 до н. э.)
- Парфия — 
  - Ород I, царь (87 до н. э./80 до н. э. — 80 до н. э./75 до н. э.)
  - Санатрук, царь (77 до н. э./75 до н. э. — 70 до н. э.)
- Понтийское царство — Митридат VI Евпатор, царь (120 до н. э. — 63 до н. э.)
- Сатавахана — Ламбодата, махараджа (78 до н. э. — 60 до н. э.)
- Селевкидов государство (Сирия) — Тигран Армянский, царь (83 до н. э. — 69 до н. э.)
- Харакена — Тирей II,  царь (ок. 79 до н. э./78 до н. э. — ок. 49 до н. э./48 до н. э.)
- Хунну — Хуяньди, шаньюй (85 до н. э. — 68 до н. э.)
- Шунга — Девабхути, император (83 до н. э. — 73 до н. э.)
- Элимаида — Камнаскир III,  царь (82 до н. э./81 до н. э. — ок. 75 до н. э.)
- Япония — Судзин, тэнно (император) (97 до н. э. — 29 до н. э.)

## Африка
- Египет — Птолемей XII Авлет, царь (80 до н. э. — 58 до н. э., 55 до н. э. — 51 до н. э.)
- Мавретания — Мастанесоса, царь (ок. 80 до н. э. — 49 до н. э.)
- Нумидия — Гиемпсал II, царь (88 до н. э. — 60 до н. э.)

## Европа
- Боспорское царство — Митридат VI Евпатор, царь (109 до н. э. — 63 до н. э.)
- Дакия — Буребиста, царь (ок. 82 до н. э. — ок. 44 до н. э.)
- Ирландия — Конайре Великий, верховный король (110 до н. э. — 40 до н. э.)[1]
- Одрисское царство (Фракия) — Котис VI, царь (77 до н. э. — 70 до н. э.)
- Римская республика  — 
  - Луций Октавий, консул (75 до н. э.)
  - Гай Аврелий Котта, консул (75 до н. э.)

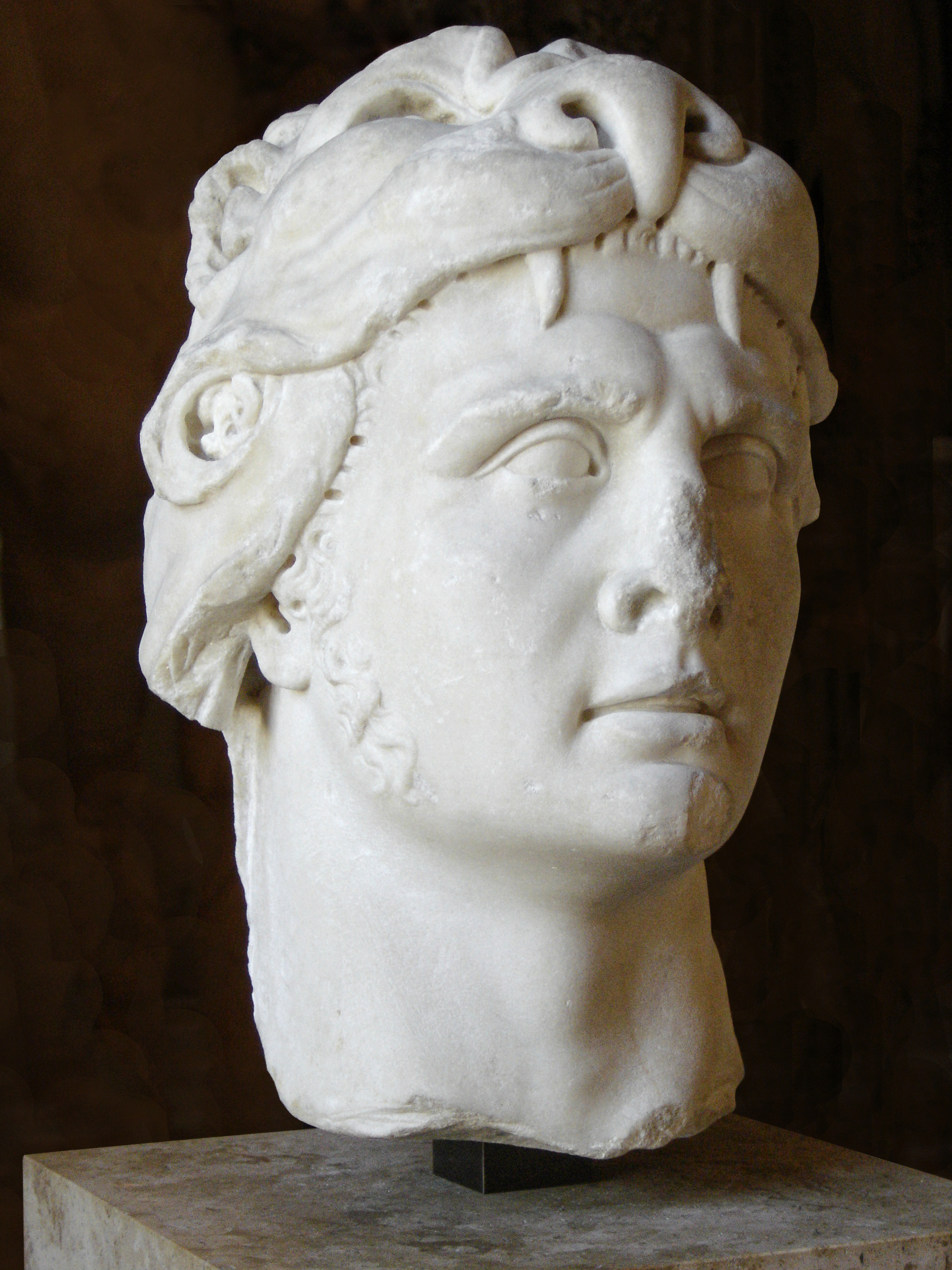
Митридат VI Евпатор 109 до н.э.— 63 до н.э. Царь Понта и Боспора
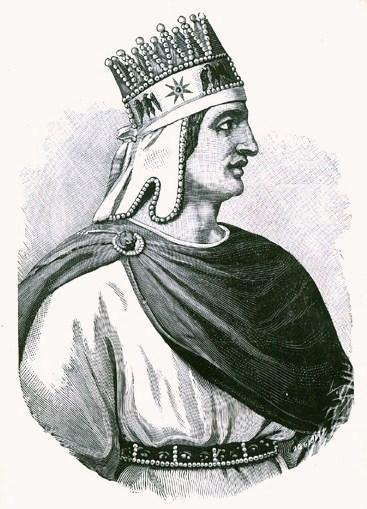
Тигран II Великий 83 до н.э.— 69 до н.э. Царь Сирии и Армении
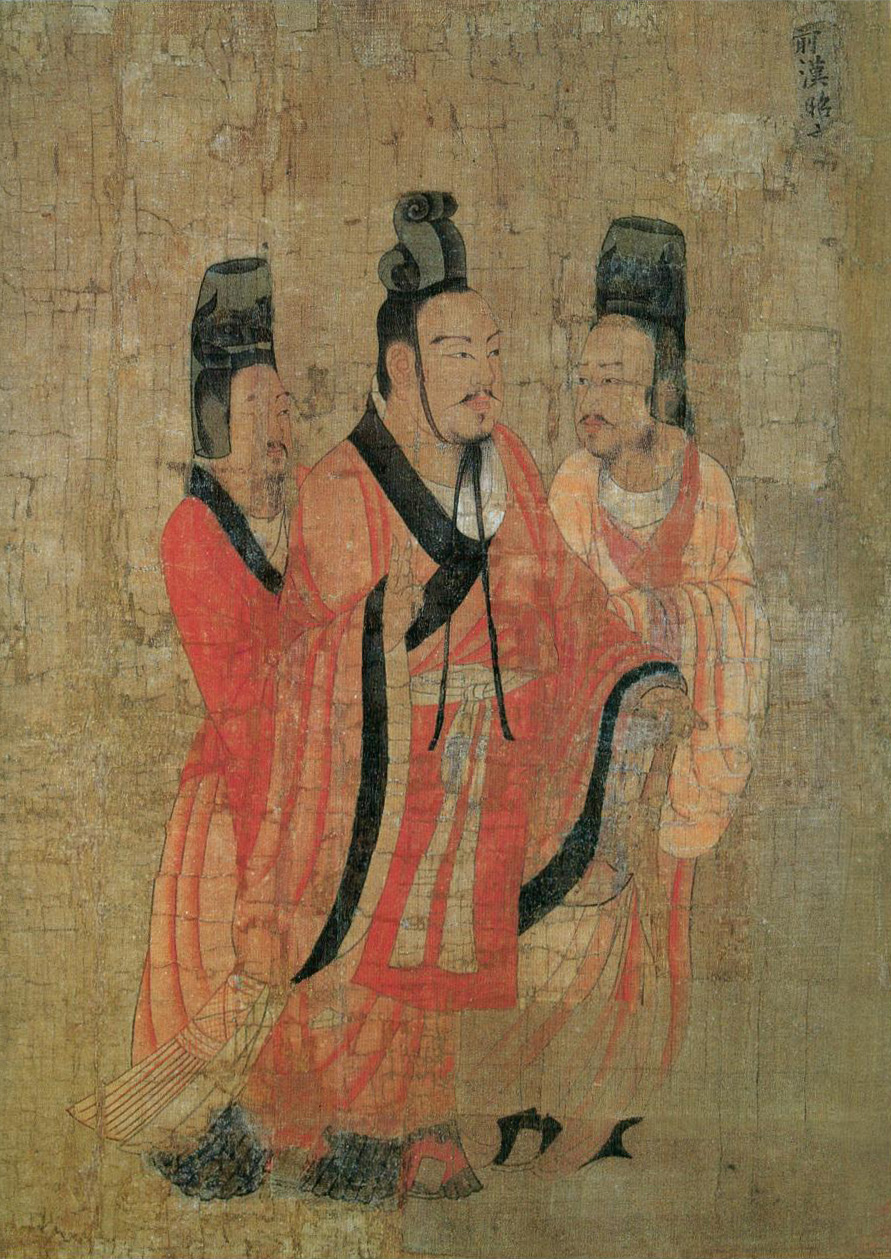
Чжао-ди 87 до н.э.— 74 до н.э. Император Китая
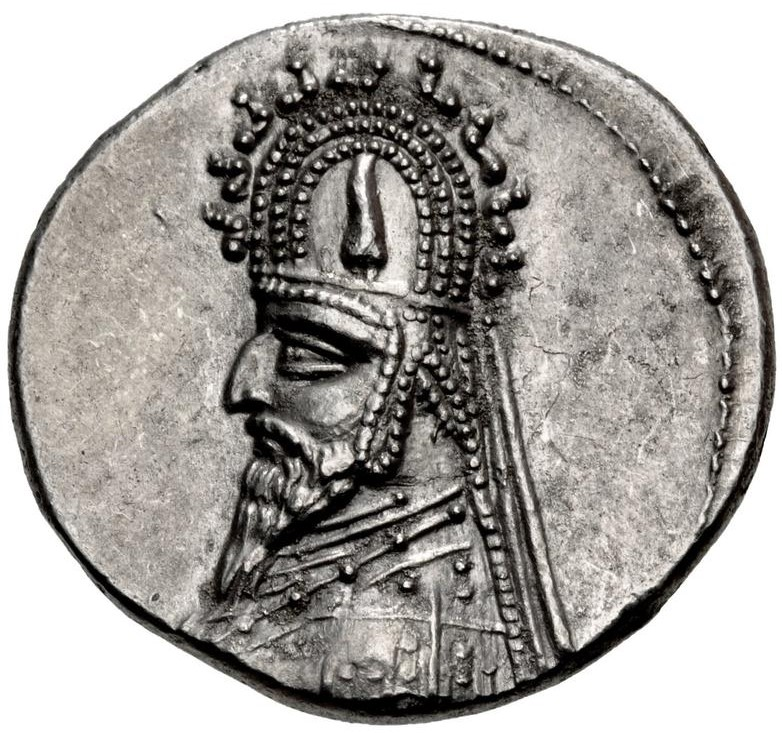
Санатрук 77/75 до н.э.— 70 до н.э. Царь Парфии
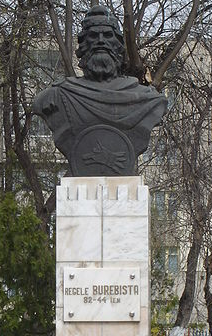
Буребиста 82 до н.э.— 44 до н.э. Царь Дакии
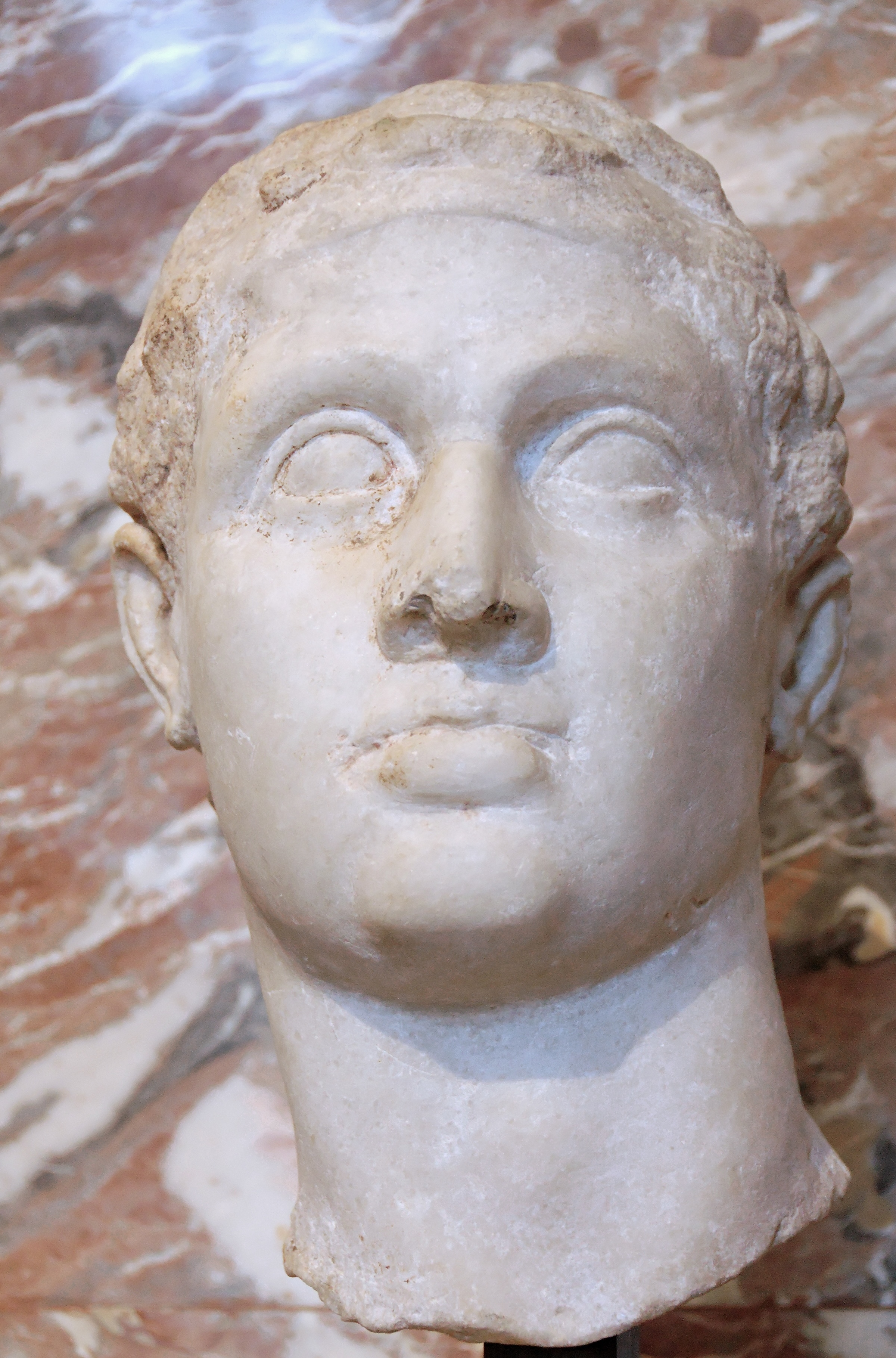
Птолемей XII Авлет 80 до н.э.— 58 до н.э., 55 до н.э.— 51 до н.э. Царь Египта
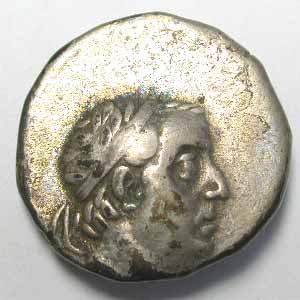
Ариобарзан I Филороман 95 до н.э.—63/62 до н.э. Царь Каппадокии
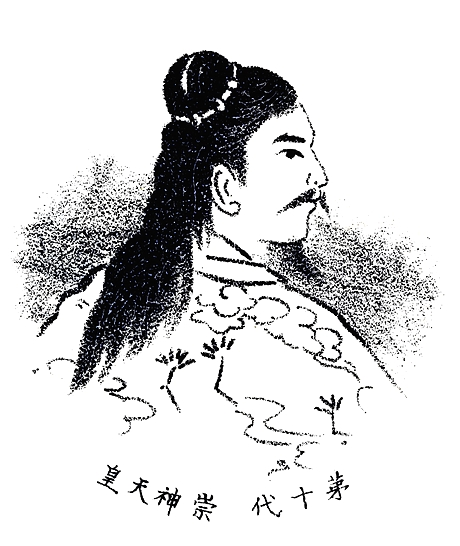
Судзин 97 до н.э.—29 до н.э. Император Японии